# Perdita rehni
Perdita rehni är en biart som beskrevs av Cockerell 1907. Perdita rehni ingår i släktet Perdita och familjen grävbin. Inga underarter finns listade i Catalogue of Life.